# Blood Ritual
Blood Ritual är det andra fullängdsalbumet av den schweiziska musikgruppen Samael. Bandet hade bytt skivbolag från Osmose Productions till Century Media Records, vilka gav ut detta album 1992. 

## Historia
Blood Ritual spelades in i T & T Studios i Tyskland. I och med denna skiva inledde Samael ett samarbete med producenten Waldemar Sorychta. Omslagsbilderna är skapade av Axel Hermann. Albumet gavs ut i två upplagor, med något olika utformning av omslaget. Dessutom finns det som vinyl-LP samt en utgåva som bildskiva, begränsad till 1 000 exemplar.
År 1994 gav Century Media Records ut en dubbelutgåva kallad 1987–1992, där Blood Ritual ingick samman med debutalbumet Worship Him. 

## Låtlista
1. Epilogue - 0:40
2. Beyond The Nothingness - 4:31
3. Poison Infiltration - 3:58
4. After The Sepulture - 4:35
5. Macabre Operetta - 6:41
6. Blood Ritual - 3:25
7. Since The Creation... - 0:34
8. With The Gleam Of The Torches - 6:25
9. Total Consecration - 4:20
10. Bestial Devotion - 4:50
11. ...Until The Chaos - 3:25

## Banduppsättning
- Xytraguptor - trummor, keyboard
- Vorphalack - sång, gitarr
- Masmiseîm - bas

### Övriga medverkande
- Waldemar Sorychta - producent
- Axel Hermann - omslagsdesign